# Kreis Calanca
| Calanca             | Calanca           |
| ------------------- | ----------------- |
| Calanca             |                   |
| Basisdaten          |                   |
| Staat:              | Schweiz           |
| Kanton:             | Graubünden (GR)   |
| Bezirk:             | Moesa             |
| Hauptort:           | Arvigo            |
| Fläche:             | 121,02 km²        |
| Einwohner:          | 847 (31.12.2022)  |
| Bevölkerungsdichte: | 7 Einw. pro km²   |
| Aufgehoben am:      | 31. Dezember 2015 |
| Karte               |                   |
| Karte von Calanca   |                   |

Der Kreis Calanca (italienisch Circolo di Calanca) bildete bis zum 31. Dezember 2015 zusammen mit den Kreisen Misox und Roveredo den Bezirk Moesa des Kantons Graubünden in der Schweiz. Der Sitz des Kreisamtes war in Arvigo im Calancatal. Durch die Bündner Gebietsreform wurden die Kreise aufgehoben.

## Gemeinden
Der Kreis setzte sich aus folgenden Gemeinden zusammen:
| Wappen                 | Name der Gemeinde      | Einwohner (31. Dez. 2022) | Fläche in km² | BFS-Nr |
| ---------------------- | ---------------------- | ------------------------- | ------------- | ------ |
| Buseno                 | Buseno                 | 91                        | 11,15         | 3804   |
| Calanca                | Calanca                | 211                       | 37,72         | 3837   |
| Castaneda              | Castaneda              | 262                       | 3,96          | 3805   |
| Rossa                  | Rossa                  | 161                       | 58,88         | 3808   |
| Santa Maria in Calanca | Santa Maria in Calanca | 119                       | 9,31          | 3810   |